# Кальгин, Анатолий Николаевич
Анатолий Николаевич Кальгин (20 апреля [2 мая] 1875 года, Владикавказ, Терская область, Российская империя — 27 марта 1943 года, Тбилиси, Грузинская ССР, СССР) — русский и советский архитектор, автор проектов жилых, общественных и промышленных зданий. Профессор Тбилисской академии художеств. Для его построек характерно сочетание современной конструктивной основы с классическими и традиционными грузинскими формами и декоративными мотивами.

## Биография
Родился во Владикавказе. С отличием окончил среднее училище и отправился учиться в Санкт-Петербург. В 1900 году окончил Институт гражданских инженеров Императора Николая I. После окончания института работает архитектором в Пятигорске, затем в Баку, в 1905—1907 годы работает в московском Строгановском училище, где обучает начальному проектированию. С 1907 года жил в Грузии.
Наряду с Иваном Джавахишвили, Георгием Габашвили, Оскаром Шмерлингом входил в комиссию, рассматривающую проект памятника Илье Чавчавадзе «Скорбящая Грузия» скульптора Якова Николадзе.

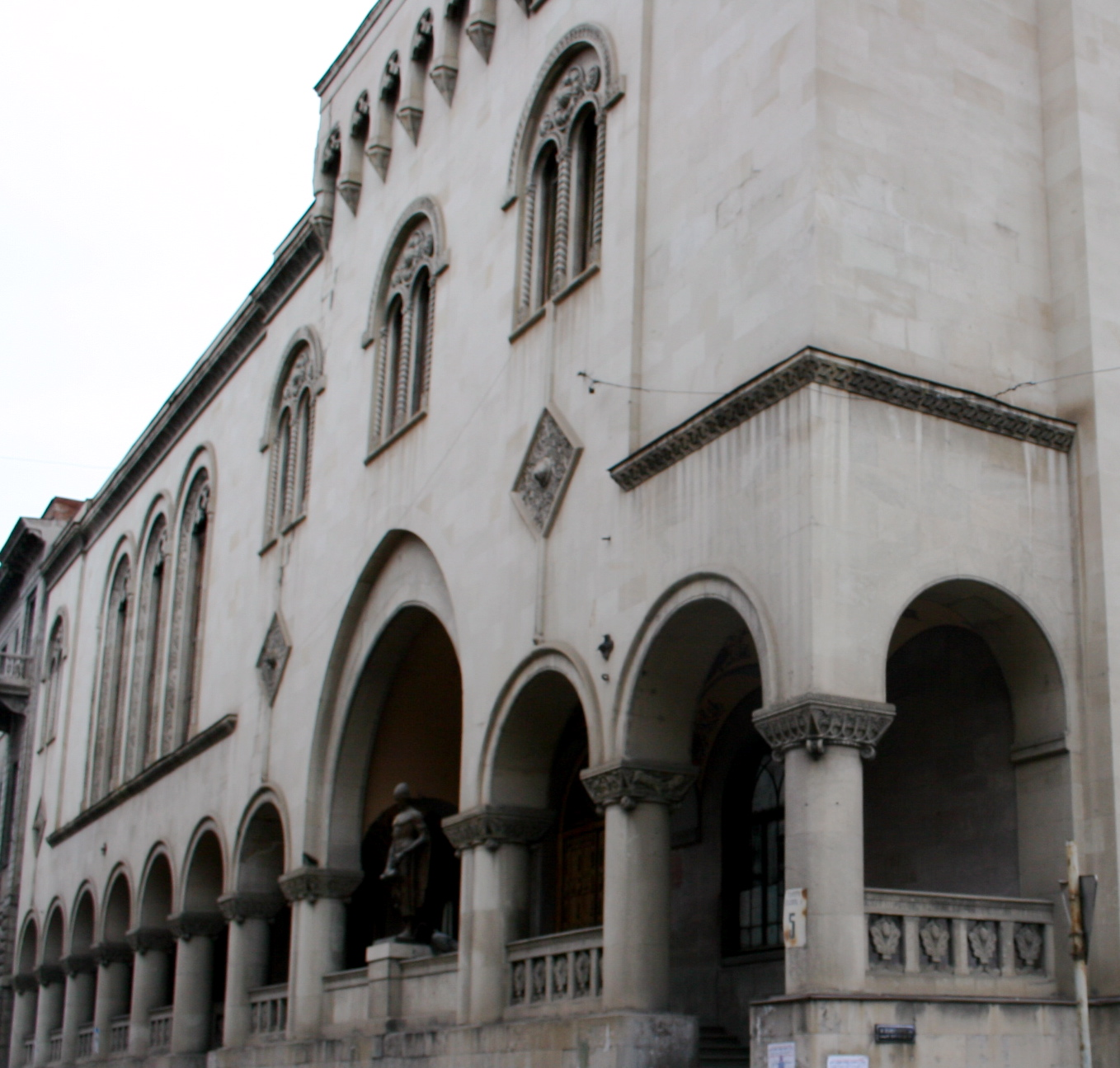
Национальная парламентская библиотека Грузии, арх. А. Н. Кальгин

В 1912 году получил первую премию на конкурсе в Тифлисе за проект здания Дворянского земельного банка. Проект состоял из двух частей — архитектурного, который разрабатывал Кальгин, и проекта внутреннего декоративного оформления, за который отвечал Генрик Гриневский. Главное условие конкурса состояло в создании здания в грузинском стиле.
В 1916 году проект Кальгина и Гриневского получил первую премию за проект Пантеона выдающихся деятелей Грузии.
Одна из центральных работ Кальгина — архитектурное оформление силового узла Земо-Авчальская ГЭС. До этого времени в СССР не существовало примеров образцов архитектурного оформления зданий гидроэлектростанций, как и вообще всего силового узла. Перед Кальгиным была поставлена задача привести к соответствию функциональное назначение строений узла стилю грузинского зодчества, которую он прекрасно решил.
В 1933 году консультировал конкурсный проект архитектора Арчила Курдиани на проект стадиона «Динамо» в Тбилиси.
Был одним из основателей Тбилисской академии художеств, декан факультета архитектуры, профессор и библиотекарь (1922—1930) — известен его экслибрис работы Н. Н. Чернышкова. Участвовал в научных экспедициях академика Евтимия Такаишвили по изучению памятников грузинской архитектуры, в том числе в экспедиции по захваченным российской армией турецким
территориям, состоявшейся в августе-сентябре 1917 года. Много трудился над обмером памятников древнегрузинского зодчества (Калмахи, Бобосгири, Керклухи, Кинепоси, Таоскари, храм Чанглы, храм Бана, крепость Панаскерти и др.).
В 1930-е годы профессор Индустриального института им. С. М. Кирова, читал историю архитектуры.
Жил в Тбилиси по адресу Проспект Руставели, 18.
Скончался 27 марта 1943 года.

Скончался профессор Индустриального института А. Н. Кальгин — талантливый архитектор, который больше 40 лет своей жизни посвятил делу воспитания целого поколения инженеров и архитекторов, был одним из пионеров изучения грузинского исторического зодчества, автором проекта здания Тбилисской публичной библиотеки — лучшего образца современной грузинской архитектуры,— газета «Комунисти», 31 марта 1943 года.
Согласно завещанию, архитектора Кальгина похоронили рядом с могилой жены во Мцхета в ограде храма Самтавро. Их надгробные плиты сохранились.

## Семья
Жена — Дарья Константиновна Малиева-Кальгина (1869, Горийский уезд, д. Ведреба — 1917, Тбилиси) (псевдоним Дария Ведребисели) — журналист, прозаик, переводчица; окончила Тифлисское училище Святой Нины, сотрудничала в журнале «Русское богатство», газетах «Кавказ», «Закавказье». Автор книги «Нетронутый уголок: грузинские рассказы».

## Избранные работы
- Кашветская церковь (участвовал в её перестройке);
- Здание Грузинского дворянского земельного банка (архитектурная часть) (1912—1916), Тбилиси, Улица Ладо Гудиашвили, 7;
- Земо-Авчальская ГЭС имени В. И. Ленина (1927), совместно с К. А. Леонтьевым и М. С. Мачавариани;
- автор проекта Городского театра в Поти.